# Bajo Aragón-Caspe

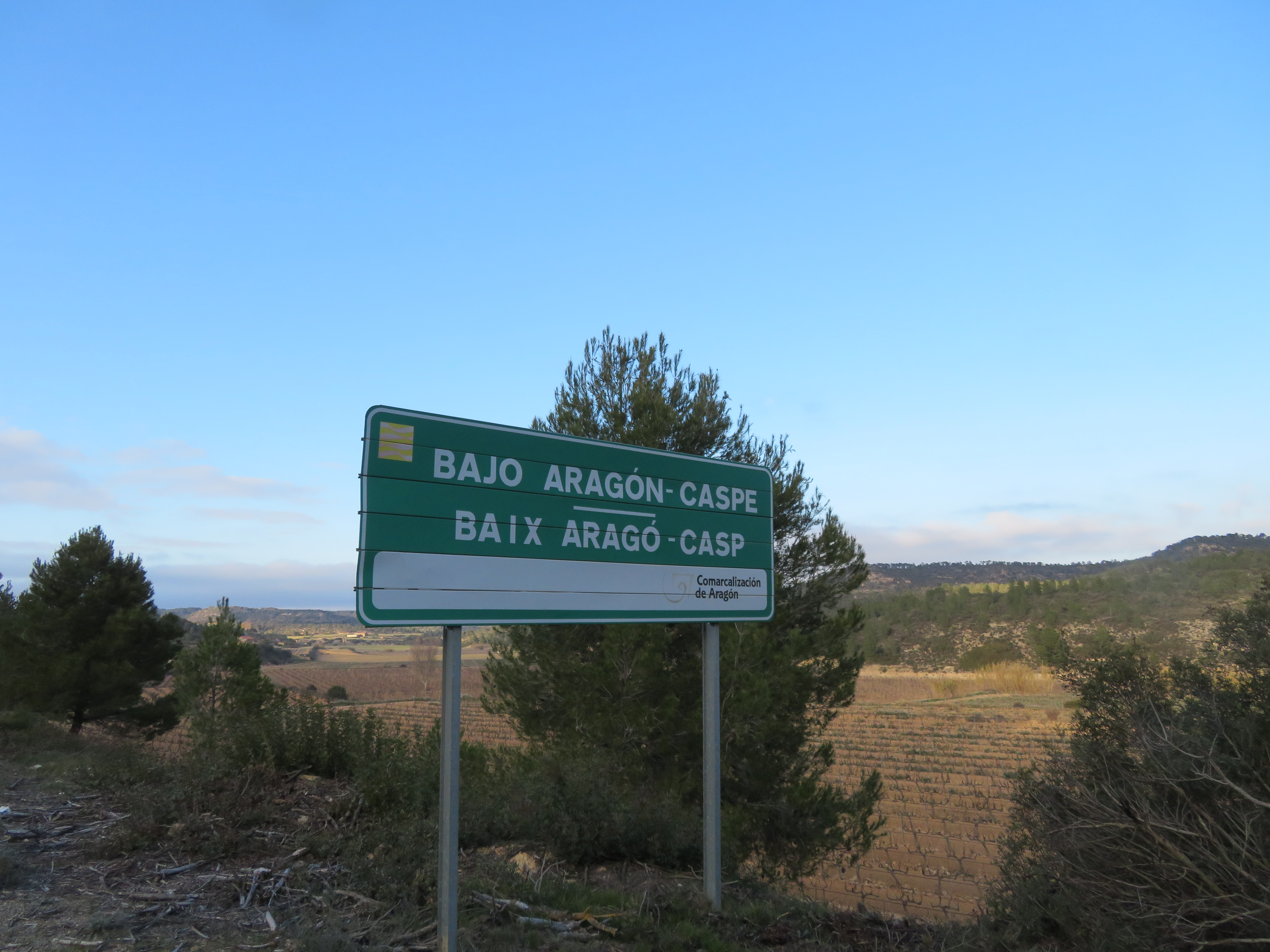
Comarca Bajo Aragón-Caspe / Baix Aragó-Casp

Bajo Aragón-Caspe is een comarca van de Spaanse provincie Zaragoza. De hoofdstad is Caspe, de oppervlakte 997,30 km2 en het heeft 12.604 inwoners (2002).

## Gemeenten
Caspe, Chiprana, Fabara, Fayón, Maella en Nonaspe.